# Caecilia Metella Dalmatica
Caecilia Metella (morte vers 81 av. J.-C.) est une personnalité féminine de la Rome antique, épouse de Sylla au moment de son apogée.

## Biographie
Caecilia Metella est la fille de Lucius Caecilius Metellus Dalmaticus, Pontifex Maximus en 115 av. J.-C..
Caecilia Metella épouse Marcus Aemilius Scaurus, un homme politique âgé, alors à l'apogée de sa puissance. Il est un patricien, le princeps senatus (président du Sénat) et un allié traditionnel de sa famille. Ils ont deux enfants : Marcus Aemilius Scaurus et Aemilia Scaura.  
Après la mort de Scaurus, Caecilia épouse Sylla, âgé de cinquante ans. Le mariage suscite une polémique car il paraît inégal, et indigne de Caecilia, la fille du Pontifex Maximus. Elle est la quatrième épouse de Sylla, qui vient de divorcer de la précédente, Cloelia, pour sa prétendue stérilité. Sylla montre cependant à Caecilia une grande déférence, et cette dernière semble avoir de l'influence sur lui.
Alors que Sylla est parti faire la guerre à Athènes, les partisans de Caius Marius s'emparent de Rome et s'en prennent aux partisans de Sylla. Metella s'enfuit avec ses enfants avec difficulté et rejoint Sylla, où elle donne naissance à deux jumeaux, nommés Faustus et Fausta. Sylla s'empare finalement d'Athènes en 86 av. J.-C., dont il réprime durement la population, l'histoire voulant que ce soit à cause de moqueries sur son couple entendues à Athènes qui lui ont été rapportées.
Sylla revient progressivement vers Rome, luttant contre les troupes de Marius. Vers 82 av. J.-C., Sylla et Caecilia Metella marient Aemilia Scaura, la fille de Caecilia Metella, à Pompée afin de forger une alliance avec lui. Il arrive triomphant en 81 et se fait nommer dictateur. Peu après Caecilia Metella tombe malade. La considérant condamnée, les prêtres interdisent à Sylla de la voir. Elle meurt éloignée de son époux. Sylla organise de somptueuses funérailles, en contradiction avec les lois qu'il a fait adopter peu de temps avant.